# 5548 Thosharriot
5548 Thosharriot este un asteroid din centura principală, descoperit pe 3 octombrie 1980, de Zdeňka Vávrová.